# 4456 Mawson
A 4456 Mawson (ideiglenes jelöléssel 1989 OG) a Naprendszer kisbolygóövében található aszteroida. Robert H. McNaught fedezte fel 1989. július 27-én.